# Пимента, Фернанду
Ферна́нду Исмаэ́ль Ферна́ндеш Пиме́нта (порт. Fernando Ismael Fernandes Pimenta; 13 августа 1989, Виана-ду-Каштелу, Португалия) — португальский байдарочник, серебряный призёр (2012) и бронзовый призёр (2020) Олимпийских игр, трёхкратный чемпион мира, многократный призёр чемпионатов мира, многократный чемпион Европы, двукратный серебряный призёр первых Европейских игр.

## Биография
Уже в 19 лет Фернанду Пимента заявил о себе, завоевав бронзовую медаль на молодёжном чемпионате мира, где ему пришлось соперничать со спортсменами, которые были старше португальца на 3-4 года. В 2010 году Пимента завоевала свою первую медаль мировых первенств. На чемпионате мира в польском городе Познань вместе с Жуаном Рибейру Фернанду стал серебряным призёром в соревнованиях байдарок-двоек на дистанции 500 метров. В июне 2011 года Пимента впервые стал чемпионом Европы. Золотую медаль португальский гребец выиграл в соревнованиях четвёрок, также Фернанду стал бронзовым призёром в соревнованиях одиночек на дистанции 1000 метров.
В августе 2011 года Фернанду Пимента принял участие в чемпионате мира. Португальский гребец вышел в финал на дистанции 1000 метров в соревнованиях байдарочников-одиночек, где занял 8-е место. Этот результат позовил Фернанду завоевать олимпийскую лицензию для сборной Португалии для участия в летних Олимпийских играх 2012 года в Лондоне.
На Играх в Лондоне Пимента выступил в соревнованиях байдарок-двоек на дистанции 1000 метров. Партнёром Фернанду стал опытный Эмануэл Силва. Португальский экипаж уверенно преодолел предварительные раунды и пробился в финал. Решающий заезд прошёл в очень упорной борьбе. Судьба золотой медали решалась на самом финише, где португальцы лишь на 0,053 секунды отстали от венгерского экипажа.